# Nederhasselt
Nederhasselt is een dorp in de Belgische provincie Oost-Vlaanderen en een deelgemeente van Ninove, het was een zelfstandige gemeente tot aan de gemeentelijke herindeling van 1977.Het dorp ligt in de Denderstreek in Zandlemig Vlaanderen.
Het landelijke woondorp Nederhasselt is 402 ha groot en ligt in een sterk heuvelachtig landschap dat varieert tussen 20 en 70 m. De gemeente ligt op ± 4,5 km van Ninove en grenst in het noorden aan Heldergem, in het oosten aan Outer en in het zuiden en het westen aan Aspelare. De dorpskern is gelegen in het zuiden aan de brede vallei van de Molenbeek, die te Ninove uitmondt in de Dender. De steenweg Geraardsbergen-Aalst doorklieft de gemeente in het westen waardoor ook hier een woonconcentratie ontstond.
Behalve de dorpskern zijn er nog drie wijken: Vogelenzang, Terbert en Slettem.

## Geschiedenis
Nederhasselt wordt voor het eerst in de 11e eeuw vermeld als Hasloth en reeds in 1166 sprak men van Hasselt, een combinatie van de struiknaam "hazel" en het Germaanse collectief (verzamelend achtervoegsel) -ûth. De naam betekent dus "groep hazelbomen"'. "Neder-" werd omstreeks 1300 toegevoegd ter onderscheid met een naburig Hasloth dat nu als Ophasselt gekend is; het bepaalt de ligging van de beide dorpen in de vallei van de Molenbeek.
Het dorp was aanvankelijk een particuliere heerlijkheid, met een eigen herengeslacht dat er de naam van droeg en waarvan de oudst bekende in 1177 werd vermeld als Geraard van Hasselt. Vrij vlug echter - in de 13e eeuw - werd Nederhasselt samen met Aspelare opgenomen in de baronie Boelare, met de baron zelf als dorpsheer. Beide dorpen zouden daarna één vierschaar vormen.
Nederhasselt en Aspelare bleven tot de baronie behoren tot in 1784, toen de toenmalige baron van Boelare, Charles-François de Cassina, beide dorpen uit zijn domein lichtte en ze voor 11.000 gulden verkocht aan Louis-Joseph de Coninck, ridder van het Heilige Roomse Rijk, heer van Sint-Gillis-bij-Dendermonde met Zwijveke en Denderbelle, Outer, en Cambeke te Beveren-Waas, in wiens familie het bleef tot aan de Franse Revolutie.
De landbouw vormde de voornaamste activiteit van de bevolking. De middelmatige kwaliteit van de grond en de ver doorgedreven grondversnippering noopten vele gezinnen evenwel, althans in de 18e eeuw, te weven en te spinnen om de eindjes aan elkaar te knopen. De Pattin-statistieken uit 1769 vermelden niet minder dan 99 getouwen. De landbouwstatistieken van 1830 vermelden een stalbevolking die bestond uit 49 paarden, 13 veulens, 164 koeien, 47 kalveren, 177 zwijnen en 20 geiten. De meeste woningen hadden toen nog lemen wanden en waren met stro bedekt. In 1846 telde men er 176 landbouwbedrijven waarvan o.a. 1 met 30 à 35 ha, 4 met 20 à 25 ha, 1 met 15 à 20 ha, zeven van 10 tot 15 ha en 6 van 5 tot 10 ha. Toen was nog 6 ha 49 are van de gemeente bebost. In 1880 waren alle bossen grotendeels verdwenen. In 1830 waren er te Nederhasselt nog 2 windmolens en drie melkerijen.
In 1769 was de bevolking kleiner dan 500 personen. In de eerste helft van de 19e eeuw groeide de bevolking sterk aan: Nederhasselt telde in 1801 754 en in 1831 1173 inwoners. Nadien stagneerde dit als gevolg van het wegkwijnen van de landbouw, het ontbreken van enige industriële inplanting en het ontbreken van spoorwegverbindingen met centra, die aantrekkingspolen voor werknemers vormen. In 1846 waren er 1184 personen en in 1880 was dit aantal gedaald tot 1060. In 1910 waren er 1177 zielen en dit groeide verder aan tot 1208 in 1930. In 1947 waren er 1261 inwoners en in 1961 was dit opnieuw gedaald tot 1159. Net voor de fusie der gemeenten (1976)was dit aantal opgelopen tot 1173.
Louis Gustaaf Van Der Schueren was burgemeester van 1927 tot 1952. De voormalige Potaardestraat werd naar hem vernoemd.
De laatste burgemeester van het zelfstandige dorp, Hector Van Muylem (burgemeester van 1952-1976), overleed in 1982. Ter ere van hem werd door het gemeentebestuur van Ninove een straat naar hem vernoemd.
Beide (ere)-burgemeesters liggen zij aan zij op het plaatselijke kerkhof.

## Bezienswaardigheden
- De Sint-Amanduskerk

- De Onze-Lieve-Vrouw van Lourdeskapel (Nederhasselt)

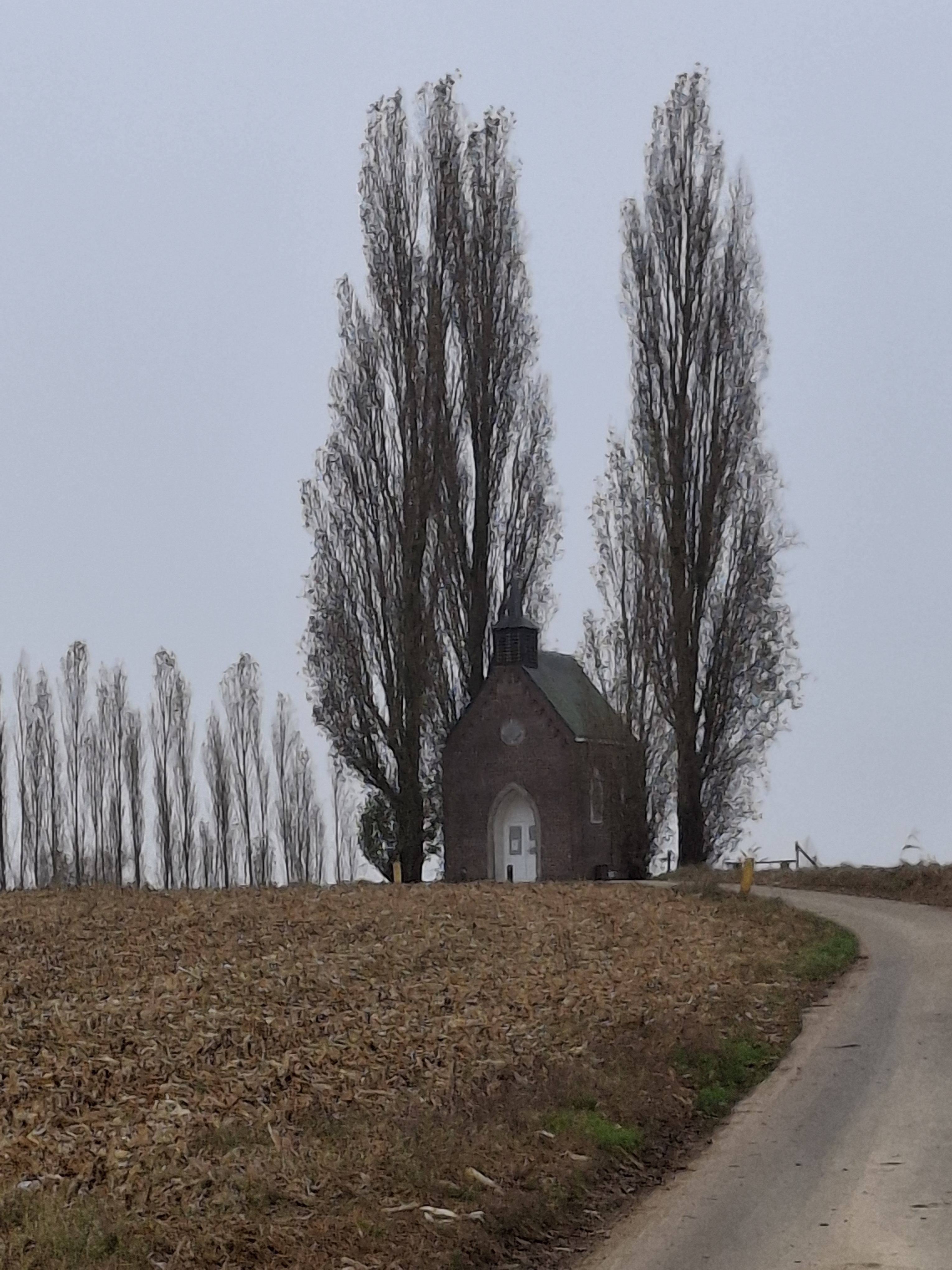
De Onze-Lieve-Vrouw van Lourdeskapel in Nederhasselt
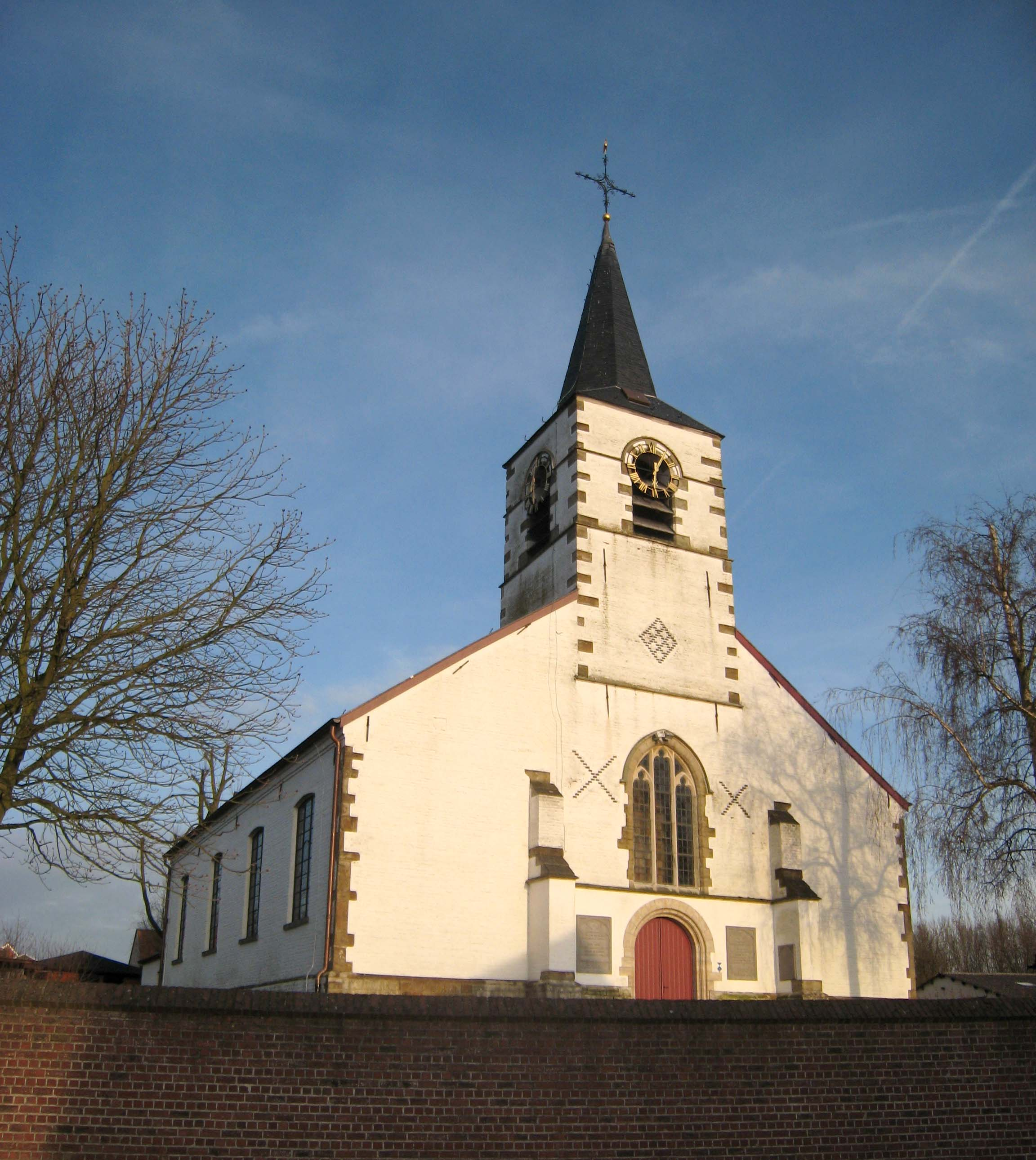
De Sint-Amanduskerk in Nederhasselt

## Natuur en landschap
Nederhasselt ligt op een hoogte van 20-70 meter. De bodem is zandlemig. Ten zuiden van de dorpskom ligt het natuurgebied Beverbeekvallei.

## Demografische ontwikkeling
- Bronnen:NIS, Opm:1831 tot en met 1970=volkstellingen; 1976 = inwoneraantal op 31 december

## Burgemeesters
De burgemeesters van Nederhasselt waren:
- 1803-1813 : P. Blondel
- 1813-1831 : J.-B. de Coninck
- 1831-1856 : J.-B. Steppe
- 1856-1858 : K. van Daele
- 1858-1864 : J.-B. Steppe
- 1864-1891 : C. Steppe
- 1891-1897 : D. Cooreman
- 1897-1911 : D. Torrekens
- 1912-1916 : Alfons Van Der Schueren
- 1916-1921 : C. Matthijs
- 1922-1927 : Arthur Steppe
- 1927-1952 : Louis Gustaaf Van Der Schueren
- 1952-1976 : Hector Van Muylem

## Toerisme
Door dit dorp loopt onder meer de Denderroute zuid en Denderende Steden.

## Sport
In Nederhasselt speelt de voetbalclub VK Nederhasselt, die ontstaan is uit de fusie in 1988 van VK Slag Nederhasselt en Bergratten Nederhasselt, beide actief in het KVS-voetbalverbond.
De club trad in het seizoen 1988-89 toe tot de KBVB maar dit ging niet zonder slag of stoot. Uiteindelijk werd het stamnummer van SVH Outer overgenomen.

## Bekend
- Tania De Jonge, Burgemeester van Ninove

## Nabijgelegen kernen
Outer, Lebeke, Aspelare, Appelterre
Deelgemeenten: Appelterre-Eichem · Aspelare · Denderwindeke · Lieferinge · Meerbeke · Nederhasselt · Neigem · Ninove · Okegem · Outer · Pollare · Voorde

Belgische gemeenten · Arrondissement Aalst · Oost-Vlaanderen · Vlaanderen